# Ray Peterson
Ray Peterson (23. dubna 1935 – 25. ledna 2005) byl americký popový a countryový zpěvák, nejvíce známý pro píseň „Tell Laura I Love Her“; k dalším jeho úspěšným písním patří „Corrine, Corrina“ a „The Wonder of You“.

## Život a kariéra
Ray Peterson se narodil 23. dubna 1935 v Dentonu v Texasu; v době jeho úmrtí byl také udáván rok narození 1939. V mládí prodělal dětskou obrnu. Posléze se přestěhoval do Los Angeles, kde v roce 1958 podepsal smlouvu s vydavatelstvím RCA Victor. Nahrál několik písní, které se staly menšími hity, poté se píseň „The Wonder of You“ stala 15. června 1959 jeho první, která se dostala mezi 40 nejúspěšnějších v Billboard Hot 100; tato skladba zaznamenala úspěch i v  Austrálii, kde se dostala na 9. místo; později ji nahrál také Elvis Presley. Do první desítky se dostal s písní žánru teenage tragedy, „Tell Laura I Love Her“., jež dosáhla 27 června na 7. místo; verze od Rickyho Valance, byla tři týdny jedničkou UK Singles Chart.
Roku 1960 založil vlastní vydavatelství Dunes Records, s čímž mu pomohl producent Phil Spector; zde vydaná píseň „Corrine, Corrina“ se 19. prosince 1960 umístila na 9. místě . a „I Could Have Loved You So Well“, kterou napsali Barry Mann a Gerry Goffin, se v americké hitparádě objevila nejvýše na 57. místě.
Jeho další skladba, „Give Us Your Blessing“, se v Hot-100 dostala na 70. místo.
Jeho poslední skladbou umístěnou do 30. místa americké hitparády byla „Missing You“, v roce 1961 na 29. místě.
V polovině 60. let měl řadu koncertů s Keithem Allisonem.
V roce 1963 došlo k návratu oblíbenosti písně „The Wonder of You“, Ray Peterson v této době také podepsal novou smlouvu s MGM Records, kde vydal dvě alba: The Very Best of Ray Peterson, zahrnující většinu singlů vydaných s Dunes Records, a The Other Side of Ray Peterson. Později se přestěhoval do Nashville a v 70. letech, kdy neměl další hity, se stal baptistickým duchovním. V roce 1981 vydal album křesťanského folkrocku nazvané Highest Flight.
Peterson byl uveden do síně slávy rockabilly.
Peterson zemřel ve Smyrně 25. ledna 2005, ve věku 69 let, na rakovinu tlustého střeva. Zanechal po sobě manželku se čtyřmi syny a třemi dcerami.

## Diskografie

### Singly
| Rok  | Singl                                         | Umístění v hitparádách | Umístění v hitparádách | Umístění v hitparádách | Umístění v hitparádách | Vydavatelství |
| Rok  | Singl                                         | US                     | US AC                  | UK                     | AU                     | Vydavatelství |
| ---- | --------------------------------------------- | ---------------------- | ---------------------- | ---------------------- | ---------------------- | ------------- |
| 1959 | „The Wonder of You“                           | 25                     | -                      | 23                     | 9                      | RCA Victor    |
| 1959 | „Goodnight My Love (Pleasant Dreams)“         | 64                     | -                      | -                      | 63                     | RCA Victor    |
| 1959 | „Come and Get It“                             | -                      | -                      | -                      | 96                     | RCA Victor    |
| 1960 | „Tell Laura I Love Her“                       | 7                      | -                      | -                      | 7                      | RCA Victor    |
| 1960 | „Answer Me, My Love“                          | -                      | -                      | 47                     | -                      | RCA Victor    |
| 1960 | Corinna, Corinna                              | 9                      | -                      | 41                     | 10                     | Dunes         |
| 1961 | „Sweet Little Kathy“                          | 100                    | -                      | -                      | -                      | Dunes         |
| 1961 | „Missing You“                                 | 29                     | 7                      | -                      | 16[A]                  | Dunes         |
| 1961 | „I Could Have Loved You so Well“              | 57                     | -                      | -                      | 35                     | Dunes         |
| 1963 | „Give Us Your Blessing“                       | 70                     | -                      | -                      | -                      | Dunes         |
| 1964 | „The Wonder of You“                           | 70                     | --                     | -                      | -                      | Dunes         |
| 1965 | „Across The Street (Is a Million Miles Away)“ | 106                    | -                      | -                      | 16                     | M.G.M         |
| 1970 | „Oklahoma City Times“                         | 111                    | -                      | -                      | -                      | UNI           |